# 에릭 메이너

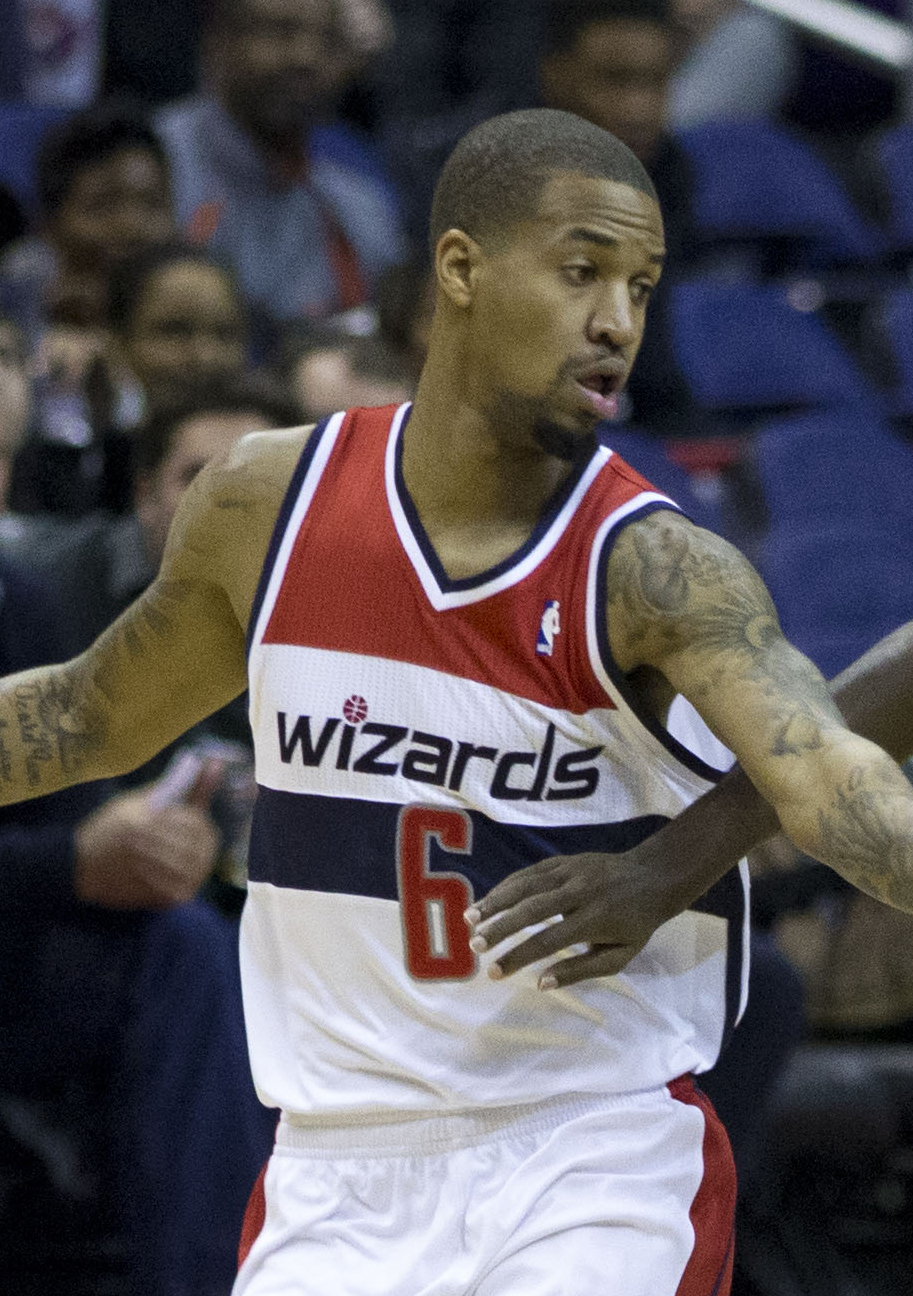

에릭 메이너(Eric Maynor, 본명: Eric Demarqua Maynor, 1987년 6월 11일 ~ )는 미국의 전 프로 농구 선수이자 현재 전미 농구 협회의 오클라호마 시티 썬더의 보조 코치이다. 버지니아 커먼웰스 대학교에서 대학 농구를 했다. 시니어로서 2008-09 시즌에 경기당 평균 22.4득점, 6.2어시스트, 3.6리바운드, 1.7스틸을 기록했다.
메이너는 2009년 NBA의 유타 재즈에 의해 드래프트되었다. 또한 오클라호마시티 썬더, 포틀랜드 트레일블레이저스, 워싱턴 위저즈, 필라델피아 세븐티식서스에서 뛰었다.

## 경력
선수 경력
- 2009: 유타 재즈
- 2009~2013: 오클라호마시티 썬더
- 2013: 포틀랜드 트레일 블레이저스
- 2013~2014: 워싱턴 위저즈
- 2014: 필라델피아 세븐티식서스
- 2015: 바레세
- 2015~2016: 니즈니 노브고로드
- 2016~2017: 바레세
- 2017~2018: 올란디나

코치 경력
- 2019~2021: 오클라호마시티 블루(어시스턴트)
- 2021년~현재: 오클라호마시티 썬더(선수 개발)